# Liste der Kulturgüter in Densbüren
Die Liste der Kulturgüter in Densbüren enthält alle Objekte in der Gemeinde Densbüren im Kanton Aargau, die gemäss der Haager Konvention zum Schutz von Kulturgut bei bewaffneten Konflikten, dem Bundesgesetz vom 20. Juni 2014 über den Schutz der Kulturgüter bei bewaffneten Konflikten sowie der Verordnung vom 29. Oktober 2014 über den Schutz der Kulturgüter bei bewaffneten Konflikten unter Schutz stehen.
Objekte der Kategorien A und B sind vollständig in der Liste enthalten, Objekte der Kategorie C fehlen zurzeit (Stand: 1. Januar 2023). Unter übrige Baudenkmäler sind weitere geschützte Objekte zu finden, die in der Bau- und Nutzungsordnung der Gemeinde verzeichnet und nicht bereits in der Liste der Kulturgüter enthalten sind.

## Kulturgüter
| Foto |                                                                              | Objekt                                            | Kat. | Typ | Standort                        | Beschreibung |
| ---- | ---------------------------------------------------------------------------- | ------------------------------------------------- | ---- | --- | ------------------------------- | --- |
| ja   | Datei hochladen · Wikidata zu Ruine Urgiz, Burgruine / Hochwacht (Q2175475)  | Ruine Urgiz und Hochwacht KGS-Nr.: 00100          | A    | F   | 646232 / 256838                 | Verfallene Höhenburg aus dem 13. Jahrhundert. Bergfried auf Felskopf, durch halbkreisförmige Mauer mit Rundturm gesichert. |
| ja   | Datei hochladen · Wikidata zu Evangelisch-reformierte Kirche (Q2136869)      | Evangelisch-reformierte Kirche KGS-Nr.: 15332     | B    | G   | Kirchweg 8 646461 / 255957      | Zwischen 1552 und 1558 im spätgotischen Stil erbaute Saalkirche mit polygonalem Chor und Spitzhelm-Dachreiter.             |
| BW   | Datei hochladen · Wikidata zu Evangelisch-reformiertes Pfarrhaus (Q29575900) | Evangelisch-reformiertes Pfarrhaus KGS-Nr.: 15333 | B    | G   | Kirchweg 4 646421 / 255971      | 1641 erbautes Pfarrhaus im nachgotischen Stil, ursprünglich Wohnsitz des Untervogts.                                       |
| BW   | Datei hochladen · Wikidata zu Säge (Q29575903)                               | Säge KGS-Nr.: 15334                               | B    | G   | Burgmattweg 2.4 645988 / 256774 | Seltenes Beispiel eines betriebsfähigen Sägewerks aus dem 18. Jahrhundert; hölzerner Wasserkännel und Wasserrad.           |

## Übrige Baudenkmäler
| ID  | Foto |                 | Objekt                | Typ | Standort                               | Beschreibung |
| --- | ---- | --------------- | --------------------- | --- | -------------------------------------- | ------------ |
| 902 | BW   | Datei hochladen | Altes Schulhaus       | G   | Dorfstrasse, Asp 646021 / 254955       |              |
| 903 | BW   | Datei hochladen | Wohnhaus              | G   | Dorfstrasse 40, Asp 646007 / 254903    |              |
| 904 | BW   | Datei hochladen | Ehemaliges Bauernhaus | G   | Herzbergstrasse 2, Asp 646012 / 254845 |              |

Legende: Siehe Legende der Liste der Kulturgüter von nationaler und regionaler Bedeutung. Anstelle der KGS-Nummer wird als Objekt-Identifikator (ID) die Inventar- oder Gebäudenummer in der Bau- und Nutzungsordnung der Gemeinde verwendet.